# 스타라호비체군

시비엥토크시스키에주 지도에 표시된 스타라호비체군의 위치

스타라호비체군(폴란드어: powiat starachowicki)은 폴란드 시비엥토크시스키에주에 위치한 군으로 군청 소재지는 스타라호비체이며 면적은 523.27km2, 인구는 89,925명(2019년 기준), 인구 밀도는 170명/km2이다.
북쪽으로는 마조프셰주 라돔군, 동쪽으로는 오스트로비에츠군, 마조프셰주 립스코군, 서쪽으로는 키엘체군, 북서쪽으로는 스카르지스코군, 마조프셰주 시드워비에츠군과 접한다. 5개 지방 자치체(1개 도시, 1개 도시형 농촌, 3개 농촌)를 관할한다.

군기
군 문장